# Régie générale des chemins de fer
La Régie générale des chemins de fer et des travaux publics (RGCF) est une ancienne entreprise française.

## Historique
Elle fut créée par le comte Philippe Vitali en 1870 sous le nom de Entreprise générale de construction des chemins de fer et de travaux publics, puis elle prit le nom de Régie générale des chemins de fer et des travaux publics en 1885.

## Liens
- structurae
- Centrale-histoire